# Zizi Jeanmaire
Pour les articles homonymes, voir Jeanmaire.
Renée Marcelle Jeanmaire, dite Zizi Jeanmaire, née le 29 avril 1924 à Paris 14e (France) et morte le 17 juillet 2020 à Tolochenaz (Suisse), est une danseuse de ballet, chanteuse, meneuse de revue et comédienne française.

## Biographie
Née le 29 avril 1924 à Paris, Renée est la fille de Marcel Jeanmaire (1895-1988), industriel (propriétaire à Paris d'une usine de chromage) et d'Olga Brunus (1899-1994).
Elle tient son surnom de sa mère qui aimait l'appeler « mon Jésus » et, alors enfant, elle répondait « Je suis ton petit zizi, voilà ».

### Danseuse
Zizi Jeanmaire entre à l'âge de 8 ans, en novembre 1933, à l'École de danse de l'Opéra de Paris comme petit rat, où elle a pour condisciple le jeune Roland Petit (1924-2011). Tous deux intègrent en 1940 le corps de ballet et en démissionnent quatre ans plus tard. Elle admire particulièrement, d'après ses dires, Yvette Chauviré, qu'elle surnomme « Ma petite mère ».
Pendant la guerre, elle étudie aussi chez Boris Kniaseff avec Yvette Chauviré.
Alors que Roland Petit se tourne vers la chorégraphie, Renée danse avec les Ballets de Monte-Carlo avant de rejoindre l'année suivante la troupe des Ballets des Champs-Élysées que vient de créer Roland Petit. Elle la quitte quelques mois plus tard pour retourner à Monte-Carlo  mais retrouve Roland Petit en 1948 aux Ballets de Paris qu'il vient de fonder au théâtre Marigny et dont elle devient la danseuse étoile. Le chorégraphe veut une danseuse androgyne et lui fait adopter une coupe à la garçonne, coiffure qu'elle ne quittera plus.

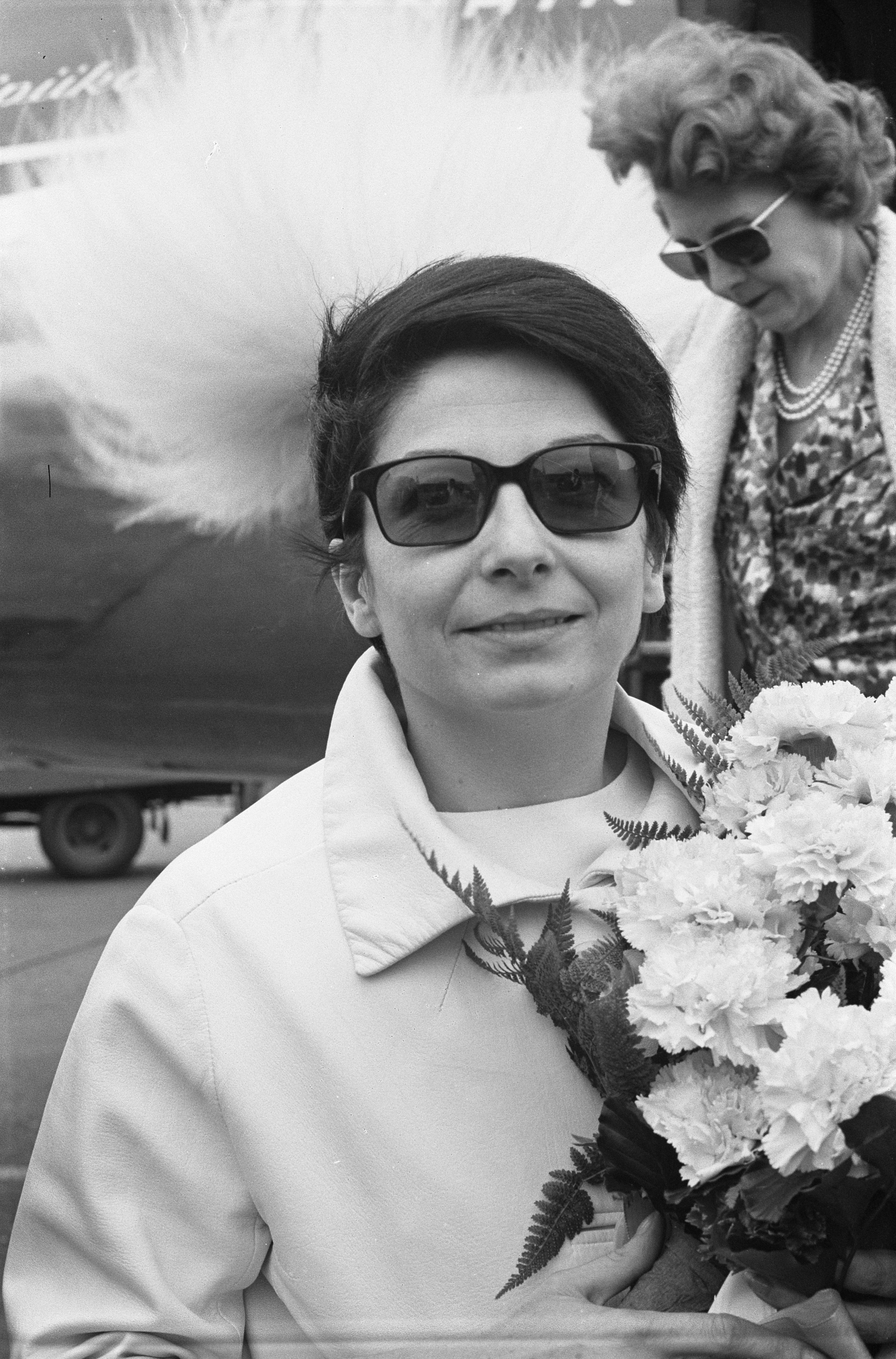
Zizi Jeanmaire en 1962.

En février 1949, elle crée le rôle-titre du ballet Carmen d'après Bizet sur une chorégraphie de Roland Petit, qui va se jouer dans le monde entier et notamment à New York sept mois durant, suivi en 1950 de La Croqueuse de diamants, toujours sur une chorégraphie de Roland Petit, chansons de Raymond Queneau. Elle a, entretemps, troqué son prénom contre le surnom de Zizi (surnom dont chacun, depuis l'enfance, affuble la danseuse, depuis qu'elle répondait à sa mère « Mon p'tit zizi » quand celle-ci l'appelait « Mon p'tit Jésus »),. Le réalisateur-producteur Howard Hughes, nouveau patron de la RKO, la repère et la fait venir à Hollywood où elle tourne dans Hans Christian Andersen et la Danseuse aux côtés de Danny Kaye, Roland Petit réglant les chorégraphies.

### Music-hall
De retour à Paris, Zizi Jeanmaire se brouille avec Roland Petit et quitte les Ballets de Paris pour jouer à Broadway la comédie musicale The Girl in Pink Tights. Jeanmaire, comme l'appellent simplement les Américains, part ensuite pour Hollywood où elle recroise Roland Petit qui vient d'achever la chorégraphie de Papa longues jambes avec Fred Astaire et Leslie Caron (qui avait fait ses débuts avec Petit dans les Ballets des Champs-Élysées). La réconciliation débouche sur un mariage, le 29 décembre 1954, un film (Anything Goes avec Bing Crosby) et une fille, Valentine (1955-2025).
De retour en France, Roland Petit profite de son expérience américaine pour se lancer dans un nouveau genre avec La Revue des Ballets de Paris, créée au théâtre de Paris en 1956, puis La Revue à l'Alhambra en 1961 (à l'occasion de laquelle est créé le numéro Mon truc en plumes dans des costumes d'Yves Saint Laurent), et faisant de Zizi Jeanmaire une figure emblématique du music-hall auquel elle va consacrer désormais, hormis quelques incursions au théâtre et au cinéma, l'essentiel de sa carrière,.

### Chanteuse

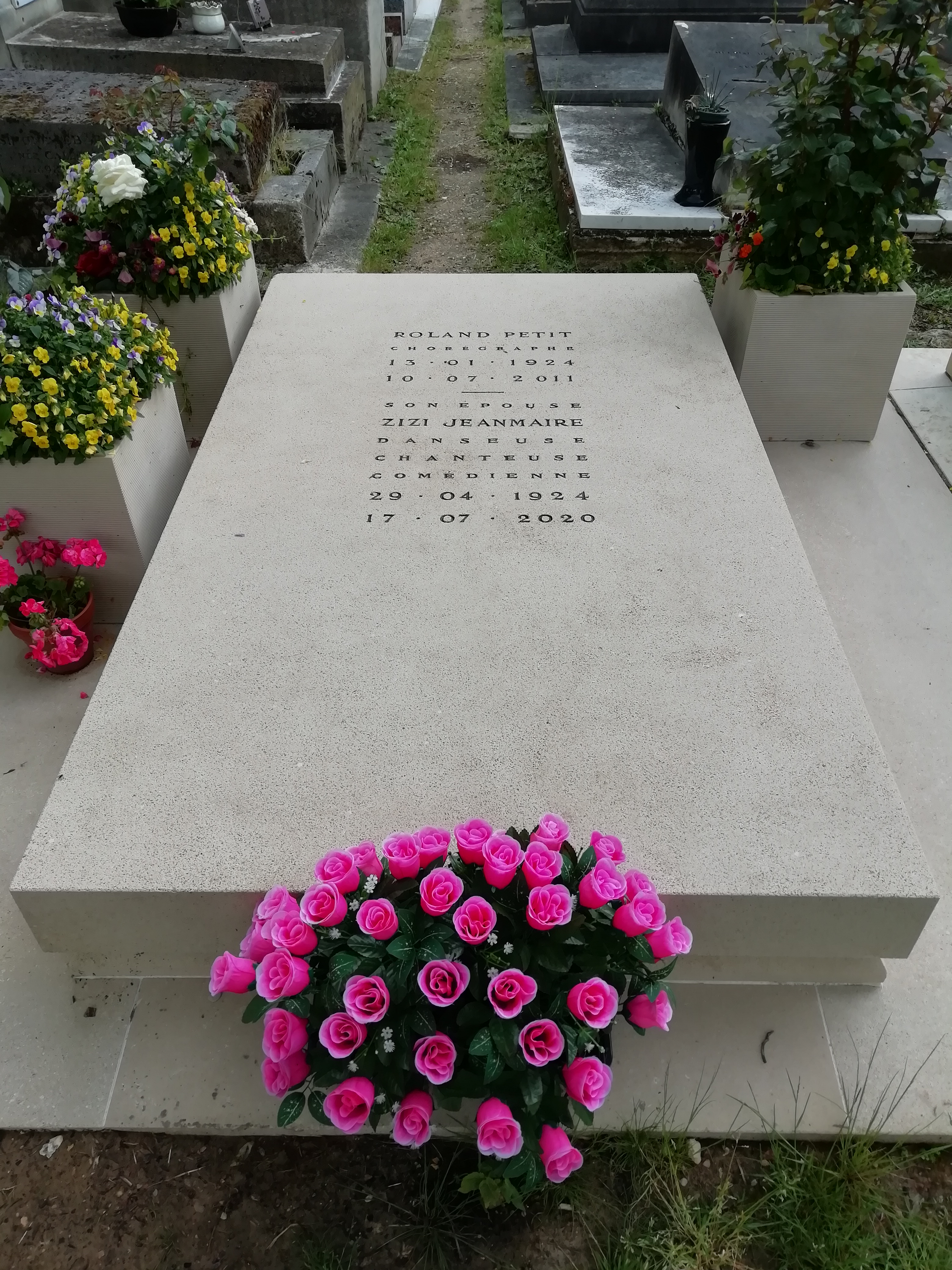
Tombe de Zizi Jeanmaire et Roland Petit au cimetière du Montparnasse (division 13).

Zizi Jeanmaire a chanté, entre autres, des œuvres de Serge Gainsbourg, Brigitte Fontaine, Guy Béart et Jean Ferrat. En 2000, elle passe en revue et en chansons sa carrière, interprétant aussi quelques titres composés par sa fille Valentine Petit.

### Mort
Zizi Jeanmaire meurt le 17 juillet 2020 à l'âge de 96 ans à Tolochenaz en Suisse,.
Elle est inhumée dans la plus stricte intimité au cimetière du Montparnasse (division 13), auprès de son époux Roland Petit.

## Décoration
- Commandeure de l'ordre des Arts et des Lettres (29 juin 2004)[15].

## Filmographie
- 1952 : Hans Christian Andersen et la Danseuse (Hans Christian Andersen) de Charles Vidor : Doro
- 1956 : Quadrille d'amour (Anything Goes) de Robert Lewis : Gaby Duval
- 1956 : Folies-Bergère ou Un soir au music-hall d'Henri Decoin : Claudie
- 1957 : Charmants Garçons  d'Henri Decoin : Lulu Natier
- 1959 : Guinguette de Jean Delannoy : Renée dite « Guinguette »
- 1961 : Les Collants noirs (Black Tights) de Terence Young : la croqueuse de diamants / Carmen
- 1992 : Zizi Jeanmaire légendaire, documentaire de Pierre Fournier-Bidoz : elle-même
- 1997 : Roland Petit à Marseille, documentaire : elle-même

## Théâtre
- 1954 : The Girl in Pink Tights, comédie musicale de Jerome Chodorov et Joseph Fields, paroles de Leo Robin, musique de Sigmund Romberg, Mark Hellinger Theatre
- 1959 : Patron, opérette de Marcel Aymé, musique de Guy Béart, théâtre Sarah-Bernhardt
- 1965 : La Dame de chez Maxim de Georges Feydeau, mise en scène Jacques Charon, théâtre du Palais-Royal
- 1981 : Can-Can de Cole Porter, livret de Abe Burrows, Minskoff Theatre
- 1992 : Marcel et la Belle Excentrique de Marcel Jouhandeau, mise en scène Roland Petit, théâtre Montparnasse

## Discographie
(liste non exhaustive)

### 45 tours (EP)
- 1957 : Zizi Jeanmaire 1. Chansons du film Folies-Bergère, avec André Popp et son orchestre. Philips France 432.140 NE. La croqueuse de diamants - Paris-Bohême - La java - Ça c'est Paris
- 1957 : Zizi Jeanmaire 2e série. Chante Guy Béart. Philips France 432.152 NE. La brave fille - Il y a plus d'un an - Je suis la femme - La corde au cou
- 1958 : Zizi Jeanmaire 3e série, avec Michel Legrand et les Fontana. Philips France 432.207 BE. Chansons du film Charmants garçons : La gambille - Qu'on est bien - Charmants garçons. Moi, si je le voulais, je le pourrais.
- 1961. Zizi Jeanmaire chante Bernard Dimey, avec Jean-Michel Defaye et son orchestre (4e série). Philips France 432.567 BE. La cervelle - Les p'tits hôtels - Il nous faut des chansons - Le nougat.
- 1961. Zizi Jeanmaire et Roland Petit chantent Irma la douce. Philips 432.528 BE. Ah ! dis donc, dis donc - Me v'la, te v'la - Irma la douce - Avec les anges.
- 1962. Zizi Jeanmaire 5e série, avec Jean-Michel Defaye et son orchestre. Philips France 432.725 BE. Eh ! L'amour - Toto l'aristo - Mon bonhomme - La vengeance.
- 1962. Zizi Jeanmaire 6e série. Mon truc en plumes (paroles : Bernard Dimey, musique : Jean Constantin) - Drôle de musique - Je te tuerai d'amour - Les bras d'Antoine.
- 1963. Zizi Jeanmaire chante Paris. Pergola – 450.082 PAE. Sous les ponts de Paris  - Paris je t'aime d'amour - À Paris dans chaque faubourg - Paris canaille.
- 1968. Zizi Jeanmaire. AZ – EP 1199. Bloody Jack - D'aventure en aventure - La rupture - Parapet-parapluie.
- 1969. Zizi Jeanmaire. AZ EP 1267. Le caviar - Petit "a" petit "b" - Qui c'est qui - Ma valse.

### 33 tours (25 cm)
- 1956. Irma la douce (Zizi Jeanmaire, Roland Petit, Les Quatre Barbus, Luc Davis). Philips France N 76.093 R. Ah ! dis donc, dis donc - Me v'la, te v'la (avec Roland Petit) - Irma la douce - Avec les anges (avec Roland Petit).
- 1957. Zizi à l'Alhambra, avec Michel Legrand et son orchestre. Philips France N 76.096 R. Ah ! dis donc, Dis Donc - Il y a plus d'un an - Les tatouages - Avec les anges - Paris-Bohème - La brave fille - La Java - Je suis la femme - La croqueuse de diamants.

### 33 tours (30 cm)
- 1958. Zizi Jeanmaire sings, with Michel Legrand and his orchestra, and others with André Popp and his orchestra. Columbia USA WL 108 (compilation). 
Ah ! dis donc, dis donc - La croqueuse de diamant - La java - Ça c'est Paris - La brave fille - Il y a plus d'un an - Paris-Bohême - Je suis la femme - La corde au cou - Irma la douce - Me v'la, te v'la - Avec les anges.
- 1965. Zizi Jeanmaire (The irresistible Zizi sings showstoppers from her origial french review recorded in Paris). Philips USA PHS 600-161 et PHM 200-161. 
La cervelle - Les bras d'Antoine - Les yeux brillants - Les tatouages - Drôle de musique - La gambille - La croqueuse de diamants - Mon truc en plumes - Je te tuerai d'amour - Mon bonhomme - Eh ! l'amour - Toto l'aristo.
- 1968. Zizi Jeanmaire à l'Olympia. AZ Stec 49.
Introduction - Les mots de tous les jours - Bloody-Jack - Quelle gueule elle a - Tu es la moitié de ma vie - Je me Champsélyse - Sex-Made -  La chabraque - Nous dormirons ensemble - Mon truc en plume - Hell is a city - Bête à dire - Avec toi c'est autre chose.
- 1969. Zizi Jeanmaire, Étoile de plumes (compilation). Fontana 826.511 QY. 
Mon Truc En Plumes -  Ah ! Dis-Donc, Dis-Donc - La Cervelle - Qu'on Est Bien - Les P'tits Hôtels - Drôle De Musique - Irma La Douce - Les Bras D'Antoine - Je Te Tuerai D'Amour - Le Nougat - Il Nous Faut Des Chansons - Mon Bonhomme.
- 1970 : La Revue de Roland Petit au Casino de Paris, chansons de Roger Dumas et Jean-Jacques Debout, sauf Toi et ton sax (paroles de Brigitte Fontaine, musique d'Olivier Bloch-Lainé), arrangements : Jean-Claude Vannier
Ouverture – La Grande Vie – Rétrospective : C'est vrai/En douce – Toi et ton sax – Mademoiselle Alaska – Bing Bing Bang – Mon truc en plumes (instr.) – Ami, Amour – Lettre à Johnny – Je cherche un homme – Te quiero, Ich liebe dich – Bleu, blanc, rouge
- 1972 : Zizi je t'aime, enregistré au Casino de Paris en 1971. Chansons de Serge Gainsbourg, sauf Just a Gigolo
Zizi t'as pas de sosie – À poil ou à plumes – Le Rent'dedans – Tout le monde est musicien – Élisa – Les Millionnaires – Les bleus sont les plus beaux bijoux – Just A Gigolo – King Kong – Dessous mon pull (Finale)
- 1977 : Zizi à Bobino, chansons de Serge Gainsbourg
Quand ça balance – Rétro Song – Mesdames, mesdemoiselles, mes yeux – Yes man – Merde à l'amour – Ciel de plomb (Stormy Weather) – Tic-Tac-Toe – Vamps et vampires
- 1984 : Hollywood Paradise, chansons de Pierre Grosz et Cyril Assous
Hollywood Paradise - Rosée du temps (Tear-Drops) - Ça j'sais l'faire - Mister Hughes et moi - Lui, toujours lui - Paris - Punching ball - Voleur - Le zip - C'est tout ça l'Amérique
- 1995 : Zizi au Zenith, chansons de Serge Gainsbourg
Zizi t'as pas ton sosie - Élisa - À poils ou à plumes - Rétro song - Bloody Jack - King Kong - Parisiana - Tic-Tac-Toe - Ces petits riens - Les Bleus - La Vie Zizi - Tout le monde est musicien - Quand ça balance - Mon truc en plumes (remix)
- 2000 : La Vie Zizi, textes de Raymond Queneau - disques Yvon Chateigner
- 2003 :  La liberté est une fleur, livre-disque sur des textes de Marcel Aymé et Raymond Queneau en partie inédits mis en musique ou réorchestrées par Richard Galliano et Michel Legrand - Actes Sud

## Vidéographie
- 2007 :  Plumes et Diamants, réalisation Jean-Christophe Averty, chorégraphie Roland Petit. Coffret contenant Plumes et Diamants (1982), Zizi aux Bouffes-du-Nord (1988), Zizi au Zénith (1995), Zizi Jeanmaire 2000 (2000) et en bonus : la création de Mon truc en plumes (1961)[16] - Bel Air Classiques

## Publications
- Zizi, avec la collaboration de Gérard Mannoni, avant-propos de Roland Petit, préface d'Edmonde Charles-Roux, Paris, Assouline, 2002  (ISBN 2-84323-389-5)
- Et le souvenir que je garde au cœur, préface de Michel Tournier, Paris, Les Arènes-Bel Air Classiques, 2008  (ISBN 978-2-35204-076-7)